# Владимир Веременко
Владимир Веременко (блр. Владимир Веремеенко; рођен 21. јула 1984) бивши је белоруски кошаркаш. Играо је на позицији крилног центра.

## Каријера
Веременко је каријеру почео у екипи Гомеља из родне Белорусије. Од 2002. до 2004. наступао је за Автодор Саратов да би потом две године носио дрес Динама из Санкт Петербурга са којим је освојио ФИБА Лигу Европе у сезони 2004/05. На НБА драфту 2006. одабран је као 48. пик од стране Вашингтон визардса. Од 2006. до 2008. играо је за Химки са којим је у другој сезони освојио Куп Русије. У августу 2008. потписао је за УНИКС из Казања. Провео је наредних шест година у УНИКС-у и освојио је Еврокуп у сезони 2010/11. као и два Купа Русије 2009. и 2014 године. Након тога је по годину дана провео у екипама Банвита, Ређо Емилије, Брозе Бамберга (освојио дуплу круну у Немачкој), Нижњег Новгорода и АЕК Ларнаке. Од 2019. до 2021. наступао је за Цмоки-Минск.

## Успеси
- Динамо Санкт Петербург:
  - ФИБА Лига Европе (1): 2004/05.
- Химки:
  - Куп Русије (1): 2008.
- УНИКС Казањ:
  - УЛЕБ Еврокуп (1): 2010/11.
  - Куп Русије (2): 2009, 2014.
- Ређана:
  - Суперкуп Италије (1): 2015.
- Брозе Бамберг:
  - Првенство Немачке (1): 2016/17.
  - Куп Немачке (1): 2017.